# IC 5306
IC 5306 је спирална галаксија у сазвјежђу Пегаз која се налази на листи објеката дубоког неба у Индекс каталогу.
Деклинација објекта је + 10° 14' 45" а ректасцензија 23h 18m 11,3s. Привидна величина (магнитуда) објекта IC 5306 износи 14,8 а фотографска магнитуда 15,6. IC 5306 је још познат и под ознакама MCG 2-59-22, CGCG 431-36, PGC 70992.